# Marijino vnebovzetje (Correggio)
Marijino vnebovzetje je freska italijanskega poznorenesančnega umetnika Antonia da Correggia, ki krasi kupolo stolnice v Parmi v Italiji. Correggio je pogodbo za sliko podpisal 3. novembra 1522. Končana je bila leta 1530.
Kompozicija je nastala pod vplivom perspektive Melozza da Forlìja in vključuje dekoracijo baze kupole, ki predstavlja štiri svetnike zaščitnike Parme: sv. Janeza Krstnika z jagnjetom, sv. Hilarija z rumenim plaščem, sv. Tomaža (ali Jožefa) z angelom, ki nosi mučeniški palmov list, in sv. Bernardom, ki edino gleda navzgor.
Pod Jezusovimi nogami nepokvarjeno Devico v rdečih in modrih oblačilih dviguje vrtinec pojočih ali drugače glasbenih angelov. Med okni, ki zvonijo na dnu kupole, stojijo zbegani apostoli, kot da bi stali okoli prazne grobnice, v katero so jo pravkar položili. V skupini blaženih so vidni: Adam in Eva, Judita s Holofernovo glavo. V središču kupole je pokrajšan golobradi Jezus, ki se spušča svoji materi naproti.
Correggiovo Vnebovzetje je sčasoma služilo kot katalizator in navdih za dramatično-iluzionistične, di sotto in su stropne poslikave baročnega obdobja 17. stoletja. Pri Correggiu in pri njegovih baročnih dedičih je celotna arhitekturna ploskev obravnavana kot enotna slikovna enota velikih razsežnosti in poslikavo razprta, tako da je kupola cerkve enačena z nebesnim svodom. Iluzionističen način, v katerem se zdi, da figure štrlijo v prostor gledalcev, je bil takrat drzna in osupljiva uporaba skrajšanja, čeprav je tehnika kasneje postala običajna med baročnimi umetniki, ki so se specializirali za iluzionistično dekoracijo obokov.
Med mnogimi drugimi deli je Correggiovo Vnebovzetje navdihnilo Carla Cignanija za njegovo fresko Marijino vnebovzetje v stolni cerkvi v Forliju; in fresko kupole Giovannija Lanfranca v cerkvi Sant'Andrea della Valle v Rimu.

## Opis in slog
Kupola stolnice ima osmerokotno osnovo z nepravilnimi stranicami in rahlo deformirano osjo. To je zapletlo izračune simetrij in predrisov, ki jih je moral slikar rešiti po vsej verjetnosti z astrolabom.
Correggio si je svojo dekoracijo zamislil tako, kot že v cerkvni sv, Janeza Evangelista, na iluzionizmu brez geometrijskih partitur, ki močno presega možne zglede Mantegne ali Melozza da Forlìja, ki sta kot umetnika 15. stoletja postavila svoje like v strogo geometrijsko shemo. Correggio je namesto tega naslikani prostor organiziral okoli vrtinca letečih teles, ki ustvarja spiralo, kot je še ni bilo, ki, nasprotno, izniči arhitekturo, vizualno odpravi vogale in odpravi fizičnost stenske strukture: pravzaprav liki, bolj kot na videz naslikani na ometu, zaradi odličnega ravnotežja lebdijo v zraku.
Tambur zaseda iluzorni parapet, ki ga prebadajo resnični okulusi (za rešitev svetlobnih težav jih je odprl mojster Iorio da Erba), vzdolž katerih uravnotežijo nizi angelov in apostolov. S parapeta se vije spirala oblakov v crescendo čustev in svetlobe, z epizodo oblaka, na katerega pleza Marija, oblečena v rdeče in modro, ki jo krilati angeli potiskajo svojemu nebeškemu poveličanju naproti. V središču bleščeč izbruh zlate svetlobe izpopolni osupljivo božansko prikazovanje Jezusa, ki je odprl nebesa in prišel srečat svojo mater, tako kot se je zgodilo na freskah kupole sv. Janeza Evangelista. Spiralna kompozicija, izpopolnjena z vsemi perspektivnimi prijemi tako zmanjševanja merila figur kot zamegljevanja svetlobe za bolj oddaljene subjekte, vodi gledalčevo oko v globino in poudari vzpenjajoče se gibanje figur.
V gostem nebeškem prepletu so svetniki, patriarhi in angeli. Na Marijini desnici so prepoznavni temeljni moški liki Svetega pisma: Adam, Abraham, Izak in David; na levi strani tri ženske izjemnega svetopisemskega pomena: Eva (z listnatim jabolkom), glavni razlog za božansko utelešenje, Rebeka, idealna žena, in Judita (s Holofernovo glavo), junakinja, ki je rešila svoje ljudstvo. Poleg Marije vidimo obraz njenega moža Jožefa, prepoznavnega po cvetočem maculu: po ustnem izročilu naj bi bil na njegovem obrazu Correggiov avtoportret, čeprav je to s teološkega vidika nemogoča hipoteza.
Na splošno pa se je Correggio izogibal predstavitvi natančnih ikonografskih podrobnosti, kot so posamezni atributi, ki bi omogočili identifikacijo figur vsakega apostola ali vsakega svetnika, ali, še bolj radikalna izbira, grobnice, iz katere je bila prevzeta Devica v nebesa. Ta opustitev, kot je bilo omenjeno, je dejansko imela namen vključiti betonski prostor spodnje cerkve v vizijo kupole, kar je vernikom omogočilo, da si predstavljajo prisotnost grobnice v prostoru, v katerem je bil oltar, in torej zaznati kontinuiteto med zemeljskim in realnim svetom ter božanskim svetom, ki ga slika iluzorno ponaredi.
Poleg prisotnosti številnih golih teles (nekatera so bila preučena v čudovitih risbah z rdečim svinčnikom, kot je študija za Evo ali študija za parapet) v verskem in ideološkem srcu stolnice, se Correggiove freske niso pojavile - in sploh danes niso – lahko berljive. K temu prispeva tudi zelo izviren nanos barve, lahkoten in tekoč, brez jasnih prelomov med figuro in figuro, v imenu kontinuuma s senčenjem.

## Detajli
- Janez Krstnik
- Eva
- Marija in angeli